# Carabus tamsi
Carabus (Pachystus) tamsi – gatunek chrząszcza z rodziny biegaczowatych i podrodziny Carabinae.
Gatunek ten został opisany w 1832 roku przez Édouarda Ménétriesa. Lokalizacją typową jest Lenkoran w Azerbejdżanie
Chrząszcz palearktyczny o chorotypie turańskim. Według Kriżanowskiego i innych zasiedla Wyżynę Armeńską, Zuwant i południowy skraj Dagestanu w Kaukazie Wschodnim. Wykazany z Turcji, Armenii, Azerbejdżanu i Iranu, w tym ostanów Azerbejdżan Zachodni, Gilan i Chorasan.
Wyróżnia się cztery podgatunki tego biegacza:
- Carabus tamsi dashtensis Heinz, 1970
- Carabus tamsi eckerleini Heinz, 1970
- Carabus tamsi persicola Deuve, 2013[2]
- Carabus tamsi tamsi Menetries, 1832